# Domitila, a Maior
Flávia Domitila  ou Domitila, a Maior, foi a mulher do imperador Vespasiano. Ela era filha de Flávio Liberal, um humilde assistente do questor. Antes do casamento, ela era uma amante dum cavaleiro africano. Vespasiano se casou com ela por volta de 38.
Foi a mãe de Flávia Domitila, a Menor, e dos imperadores Tito e Domiciano e morreu antes que Vespasiano assumisse o trono.
Algumas moedas ainda existem com a sua efigie ou a de sua filha, Flávia Domitila, a Menor.